# Elezioni europee del 2004 in Slovenia
Le elezioni europee del 2004 in Slovenia si sono tenute il 13 giugno.

## Risultati
| Liste  | Liste                                                    | Gruppo | Voti    | %      | Seggi |
| ------ | -------------------------------------------------------- | ------ | ------- | ------ | ----- |
|        | Nuova Slovenia - Partito Popolare Cristiano              | PPE-DE | 102.753 | 23,57  | 2     |
|        | Democrazia Liberale - Partito Democratico dei Pensionati | ALDE   | 95.489  | 21,91  | 2     |
|        | Partito Democratico Sloveno                              | PPE-DE | 76.945  | 17,65  | 2     |
|        | Socialdemocratici                                        | PSE    | 61.672  | 14,15  | 1     |
|        | Partito Popolare Sloveno                                 | -      | 36.662  | 8,41   | -     |
|        | Partito Nazionale Sloveno                                | -      | 21.883  | 5,02   | -     |
|        | La Slovenia è Nostra                                     | -      | 17.930  | 4,11   | -     |
|        | Partito della Gioventù di Slovenia - Verdi di Slovenia   | -      | 10.027  | 2,30   | -     |
|        | Altri                                                    | -      | 12.508  | 2,87   | -     |
| Totale | Totale                                                   | Totale | 435.869 | 100,00 | 7     |

| Schede nulle | 25.938  |
| Votanti      | 461.807 |